# Wuling Hongguang
Wuling Hongguang – samochód osobowy typu minivan klasy kompaktowej produkowany pod chińską marką od Wuling od 2010 roku. Od 2024 roku produkowana jest trzecia generacja modelu.

## Pierwsza generacja

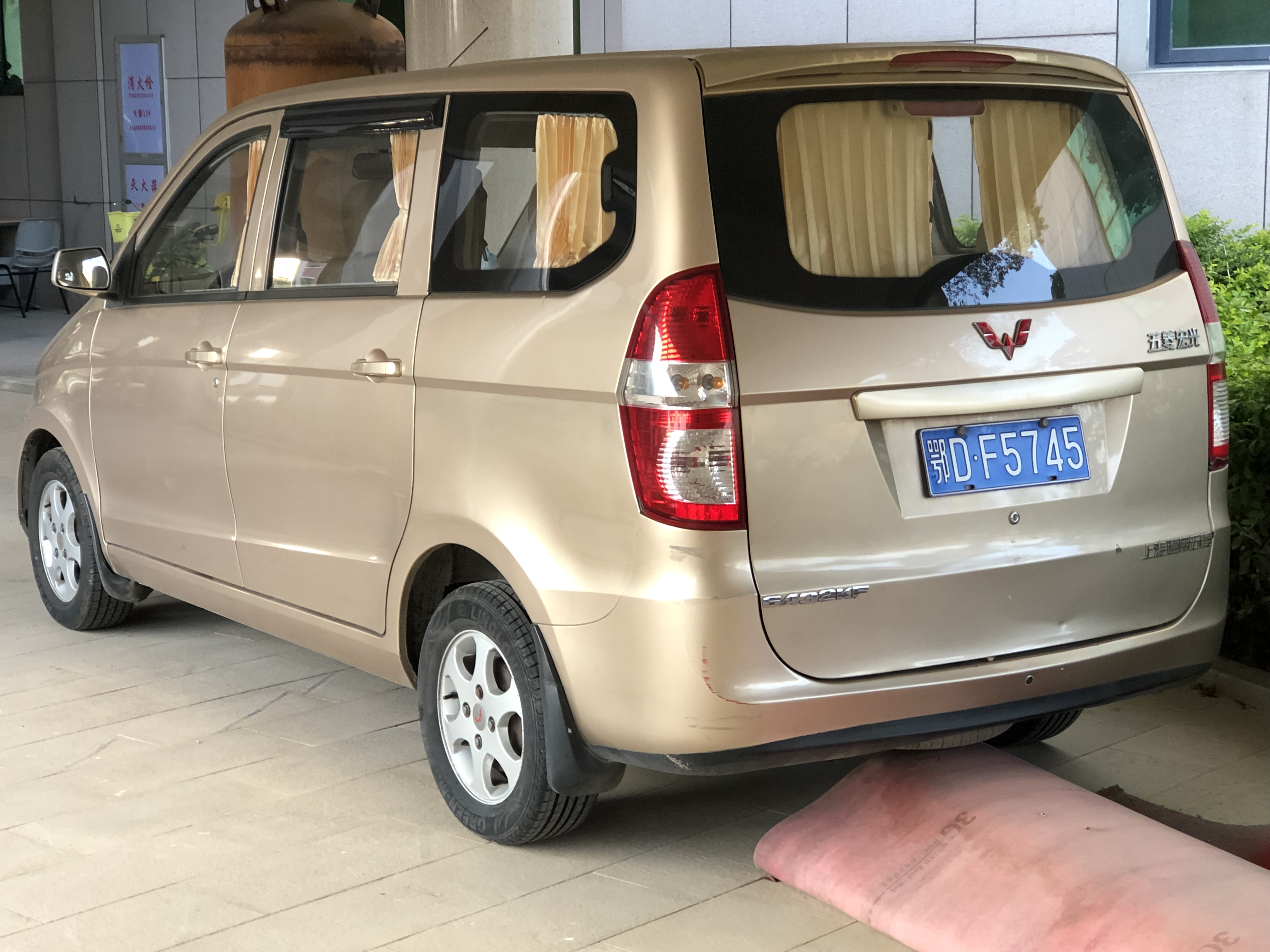
Wuling Hongguang - tył

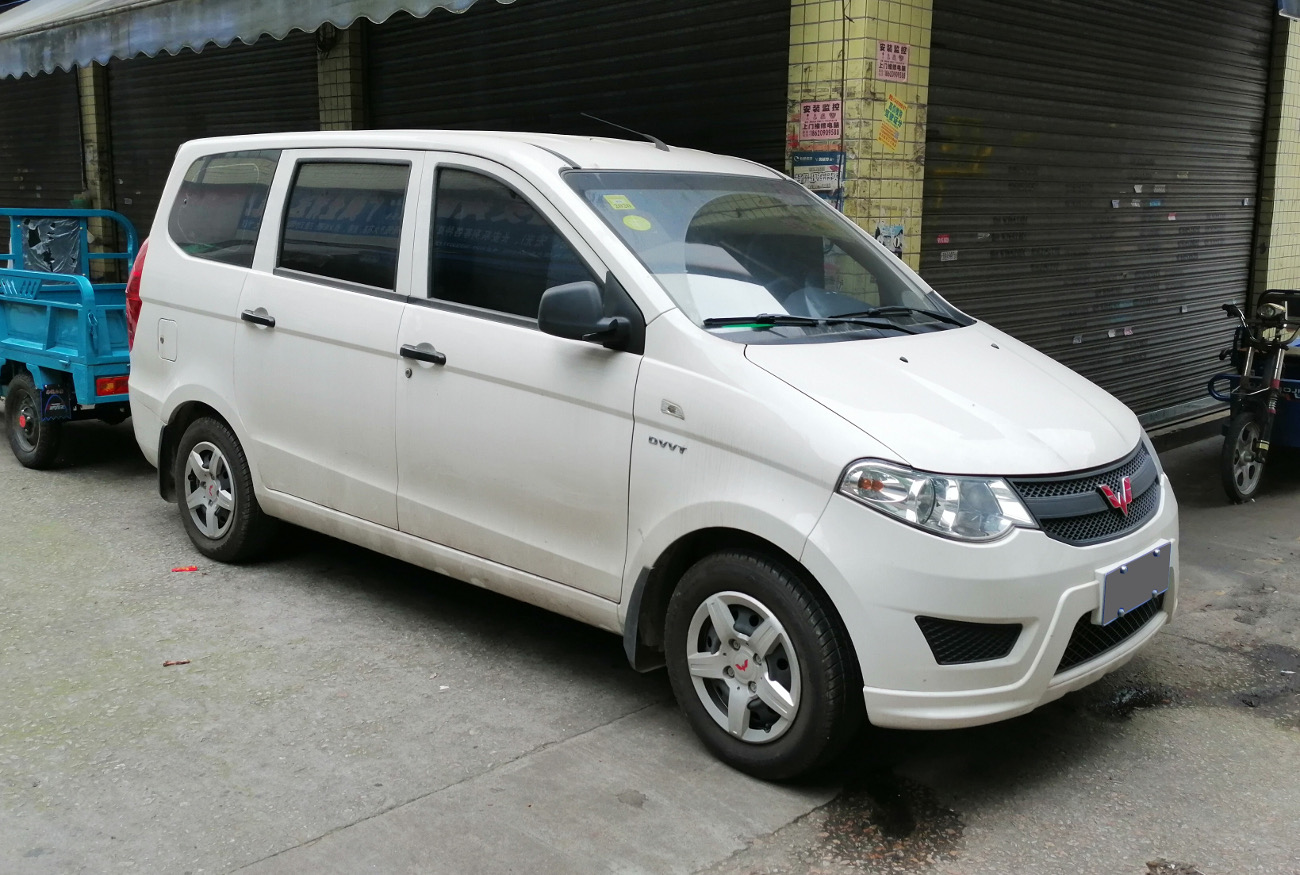
Wuling Hongguans S I po liftingu

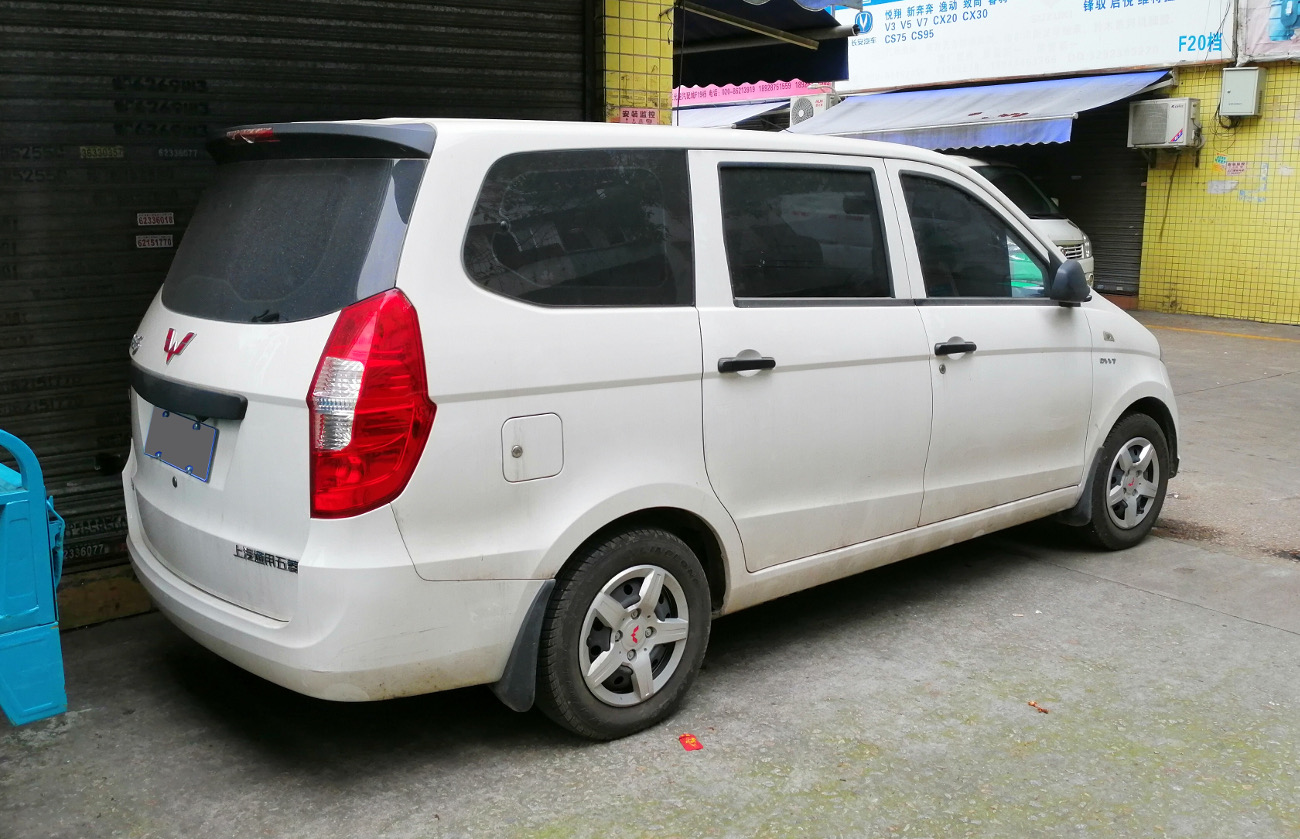
Wuling Hongguans S I - tył po liftingu

Wuling Hongguang I został zaprezentowany po raz pierwszy w 2010 roku.
Model Hongguang pojawił się w ofercie Wulinga jako kompaktowych rozmiarów minivan, zachowujący charakterystyczne dla produktów chińskiej firmy proporcje w postaci wąskiego, wysokiego nadwozia, z gwałtownie opadającą linią maski, podłużnymi reflektorami i podłużnymi lampami tylnymi.

### Hongguang S
W sierpniu 2013 roku oferta Wulinga została poszerzona o dodatkowy wariant Hongguanga o nazwie Hongguang S. Samochód zyskał bogatsze wyposażenie standardowe, a także liczne różnice wizualne na czele z innym zderzakiem, zmodyfikowaną atrapą chłodnicy i innymi jednostkami napędowymi.
Po debiucie drugiej generacji Hongguanga, z kontynuacją spotkała się jedynie wersja S, z kolei dotychczasowy wariant przemianowano na Hongguang Classic.

### Sprzedaż
W pierwszej kolejności Hongguang trafił do sprzedaży na wewnętrznym rynku chińskim. Między 2013 a 2017 rokiem Wuling Hongguang pierwszej generacji był także produkowany oraz wytwarzany pod marką Chevrolet jako Chevrolet Enjoy z myślą o rynku Indii.

### Silniki
- R4 1.2l LMU
- R4 1.3l S-TEC
- R4 1.4l S-TEC
- R4 1.4l LCU
- R4 1.5l L2B

## Druga generacja

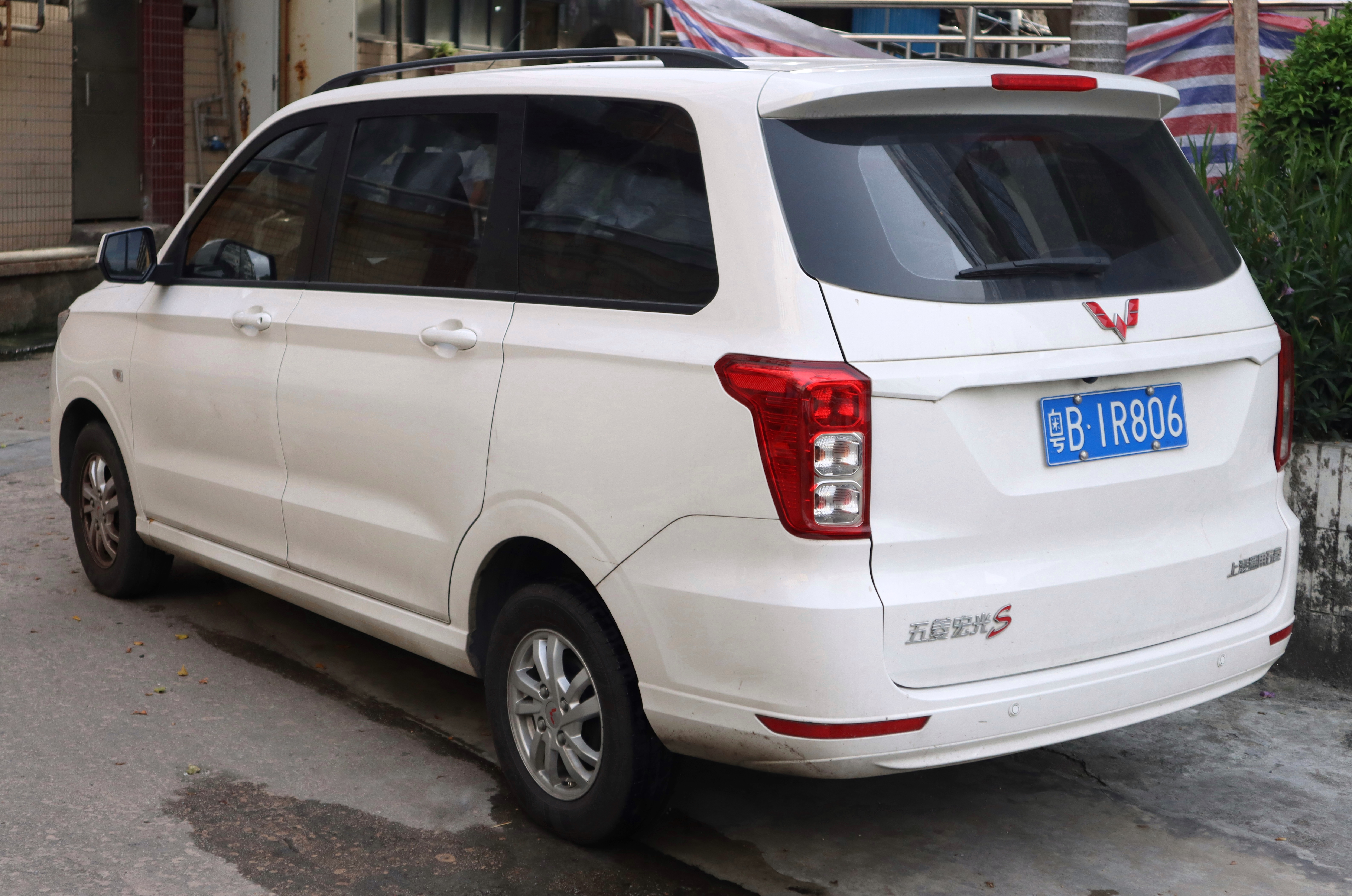
Wuling Hongguang S II - tył

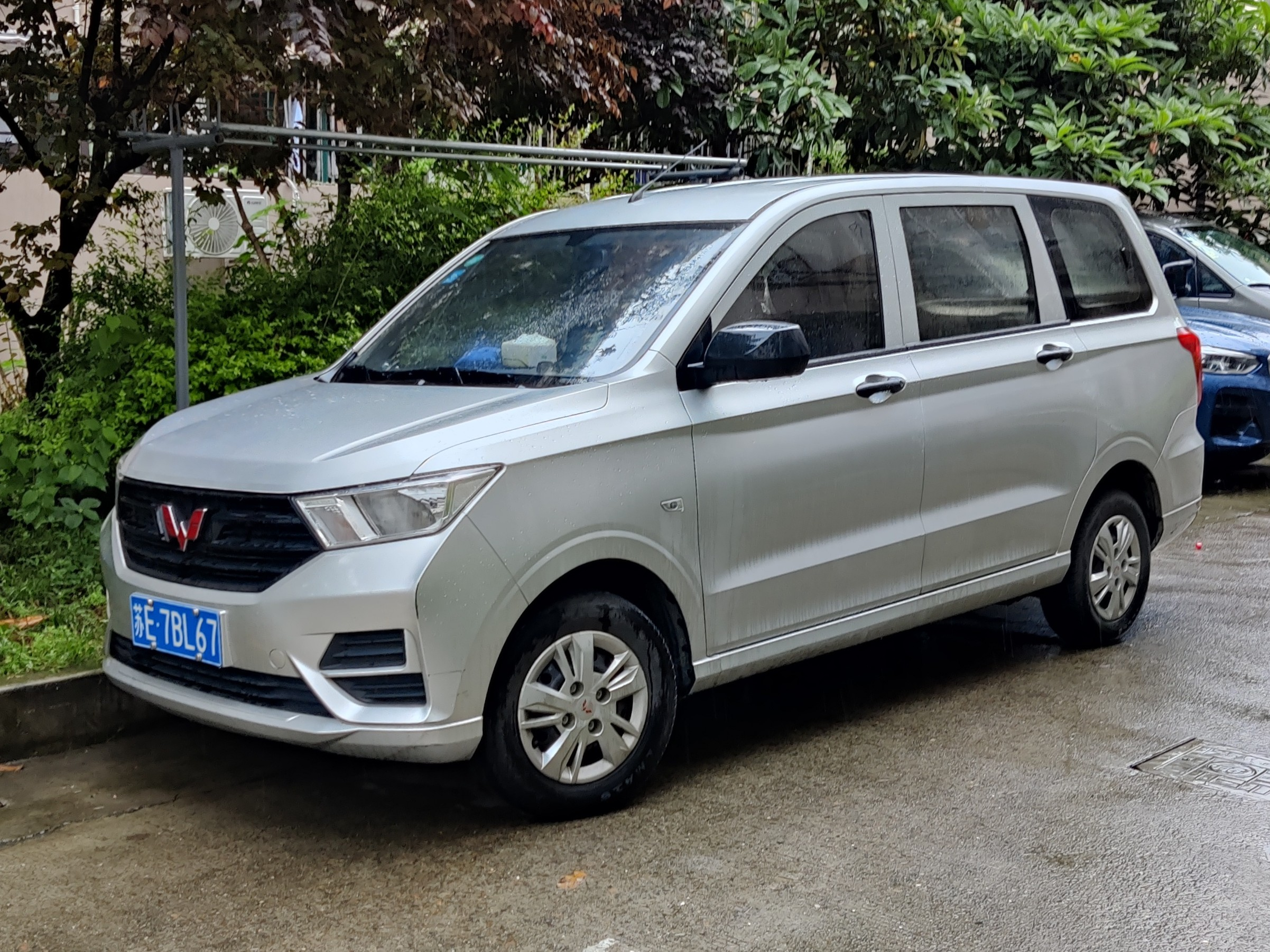
Wuling Hongguang S II Base

Wuling Hongguang S II został zaprezentowany po raz pierwszy w 2018 roku.
Druga generacja Hongguanga dokonała kontynuacji jedynie lepiej wyposażonego wariantu, zachowując w nazwie sufiks S. Samochód przeszedł ewolucyjny zakres zmian w stosunku do poprzednika, zachowując wąską i wysoko zawieszoną sylwetkę, a także 
bardziej wyraziste, kanciaste prorcje nadwozia z większą, sześciokątną atrapą chłodnicy i wyraźniejszymi przetłoczeniami.

### Hongguang S EV
Wuling Hongguang S jest oferowany także w wariancie o napędzie elektrycznym. Układ rozwija 80 KM, składając się z 42 kWh baterii, rozwijając maksymalny zasięg na jednym ładowaniu wynoszący 300 kilometrów.

### Silniki
- R4 1.5l L2B
- R4 1.5l LAR
- R4 1.5l LJ0

## Trzecia generacja

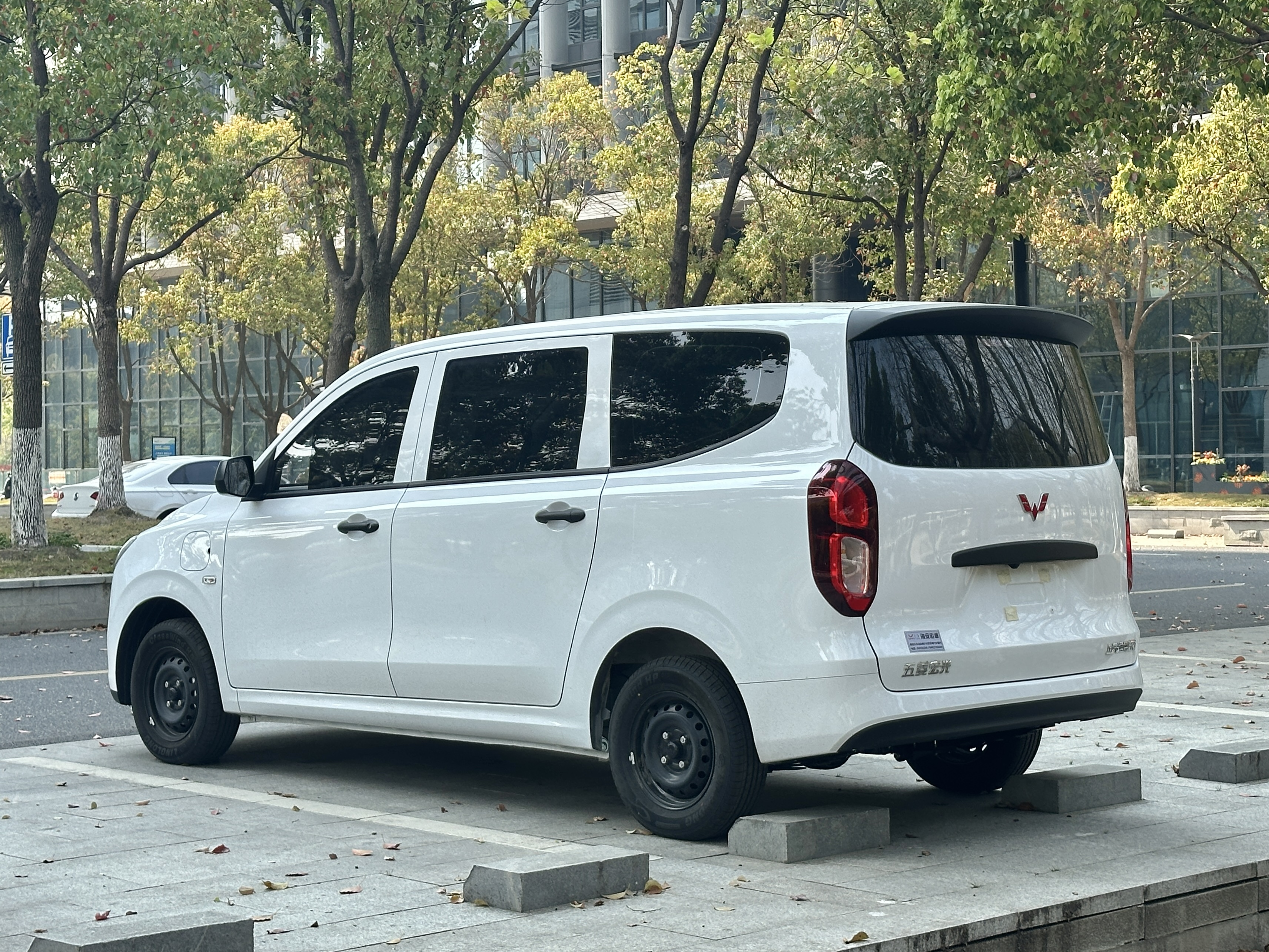
Wuling Hongguang EV - tył

Wuling Hongguang EV został zaprezentowany po raz pierwszy w 2024 roku.
Po 6 latach produkcji dotychczasowej drugiej generacji linii modelowej Hongguang, Wuling opracował na jego bazie głęboko zmodernizowany, nowszy model z napędem elektrycznym. Hongguang EV zyskał smuklejszy, bardziej szpiczasty przód z owalnymi reflektorami i łagodniej poprowadzonymi liniami na panelach bocznych. Nadwozie stało się dłuższe oraz szerze, a także obszerniejsze wewnątrz.
Surowa i prosta kabina pasażerska zyskała cyfrowo-analogowe zegary, panel manualnej klimatyzacji oraz niewielki, opcjonalny dotykowy ekran systemu multimedialnego do sterowania podstawowymi funkcjami m.in. radia oraz nawigacji.

### Sprzedaż
Elektryczny Hongguang trafił do sprzedaży tuż po wrześniowej premierze w 2024 roku, powstając wyłącznie z myślą o wewnętrznym rynku chińskim. Najtańszy wariant został wyceniony na 72 800 juanów, będąc elementem tańszej linii modelowej "Red Line".

### Dane techniczne
Do napędu Hongguanga EV wykorzystany został w pełni elektryczny układ napędowy tworzony przez silnik o mocy 102 KM i rozwijający 180 Nm maksymalnego momentu obrotowego, z prędkością maksymalną ograniczoną do 135 km/h. Bateria dzięki pojemności 32,6 kWh pozwoliła na przejechanie maksymalnie 300 kilometrów w cyklu mieszanym według normy pomiarowej CLTC.